# 郵便配達は二度ベルを鳴らす (1946年の映画)
『郵便配達は二度ベルを鳴らす』（ゆうびんはいたつはにどベルをならす、原題：英語: The Postman Always Rings Twice）は、1946年に製作・公開されたアメリカ合衆国の映画である。
日本では劇場未公開だが、DVDが発売された。
ジェームズ・M・ケインの同名小説の映画化であり、テイ・ガーネットが監督、ラナ・ターナーとジョン・ガーフィールドが主演した。

## ストーリー

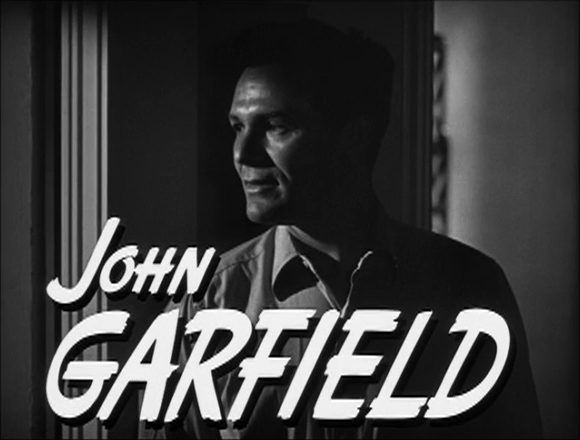
ジョン・ガーフィールド

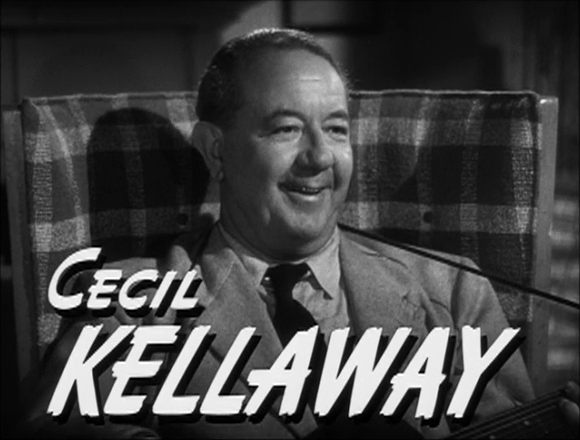
セシル・ケラウェイ

各地を放浪するフランクは、ニックが経営するダイナーで働くことになったが、彼が就職した理由はニックの妻コーラに一目惚れしたためだった。一方、コーラは強引に迫るフランクを拒否していたが、元々ニックとの結婚は愛のない資産目当ての結婚だったため、次第にフランクを受け入れるようになる。二人は不倫関係を続け、ニックが留守にしている間に駆け落ちを図るが、コーラは裕福な暮らしを失うことを恐れて途中で引き返してしまう。それ以来、二人は店での接触を避けていたが、その生活に耐えられなくなったコーラはニックの殺害を計画する。フランクは殺害に反対したが、コーラとの幸せを手に入れるため、彼女の計画を受け入れる。
二人は事故に見せかけて自宅でニックを殺害しようとするが、犯行直後に停電が発生して殺害に失敗する。犯行が発覚することを恐れた二人は医者を呼び、ニックは一命を取り留めるが、事故を不審に思ったサケット検事と警察は二人を疑い出す。ニックが退院するまでの1週間、フランクはコーラと愛情を深めるが、ニックが退院すると同時に店を出て行く。しかし、コーラのことが忘れられないフランクはニックに請われて店に戻るが、ニックは店を売却してコーラを連れてカナダの実家に戻り、重病の姉と暮らすことを告げる。コーラは売却を止めるように訴えるが、ニックは聞き入れずに後任の店長にフランクを推薦する。離れ離れになることを恐れた二人は、再びニックの殺害を計画する。

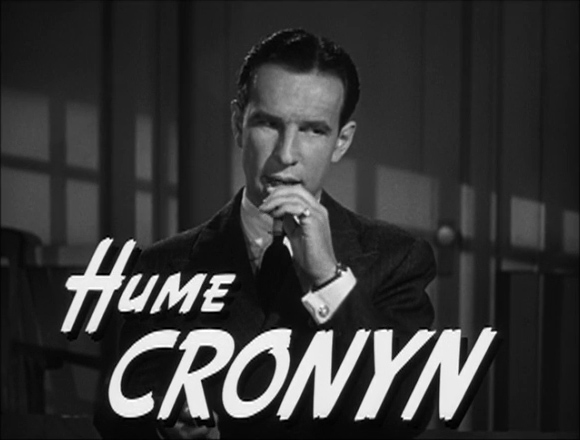
ヒューム・クローニン

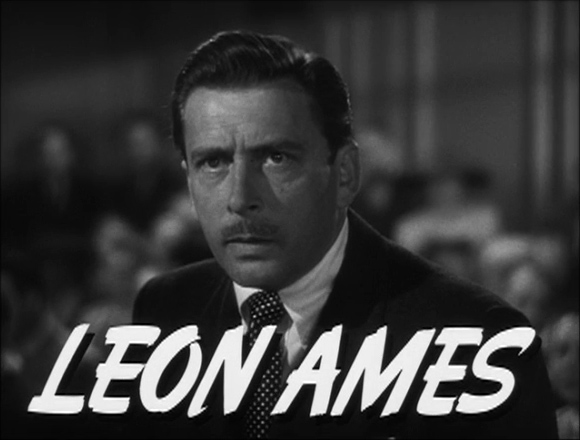
レオン・エイムズ

二人はニックを車に乗せて湖に向かい、フランクは途中の山道で泥酔したニックを殴り倒し、車ごとニックを崖から突き落とす。しかし、脱出に失敗したフランクも崖から落ちてしまい、コーラは通りかかった車に助けを求める。しかし、その車は二人を尾行していたサケットだったため、二人は殺人容疑で逮捕される。サケットはフランクを不起訴にする見返りにコーラを殺人で訴えるように迫り、フランクは告発状に署名してしまう。フランクに裏切られたコーラは激怒し、ニック殺しはフランクとの共謀だったことを供述書に書かせて署名してしまう。裁判はコーラの弁護人で、サケットのライバルであるキーツの暗躍により執行猶予となり二人は店に戻るが、二人の関係は険悪なものになっていた。店は事件の影響で繁盛したが、キーツから世間が二人の関係を怪しんでいると聞かされたコーラは、嫌々ながらフランクと結婚して世間の目をかわす。コーラは母親に会うために実家に戻り、フランクは見送りの駅で出会ったマッジと不倫する。
1週間後、母親が死んだことにショックを受けたコーラが帰宅し、フランクは彼女を慰めて関係改善の兆しが見え始める。そこに、キーツの元部下で供述書をタイプしたケネディが現れ、供述書をネタに二人から金を脅し取ろうとする。二人は協力してケネディから供述書を奪い取ることに成功するが、フランクがマッジと不倫していたことが発覚し、二人の関係は再び険悪になる。その夜、二人は海岸に出かけて互いの愛を確かめ合い関係を修復するが、その帰り道で運転操作を誤り事故を起こし、コーラが死んでしまう。サケットはコーラ殺しの罪でフランクを告訴するが、フランクは必死に無実を訴える。しかし、コーラがフランクに残したメモが見つかり、そこにニック殺しのことが書かれていたため、サケットから「コーラ殺しで無罪になっても、ニック殺しで死刑になる」と告げられる。フランクは「愛したコーラを殺した罪で死刑になるのは耐えられない」と語り、ニック殺しの罪で死刑になることを選ぶ。

## キャスト
※括弧内は日本語吹き替え

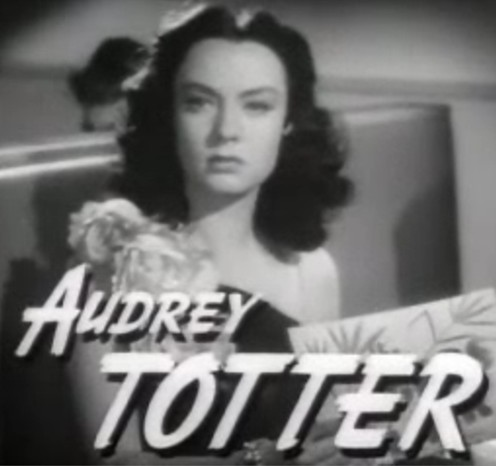
オードリー・トッター

- コーラ・スミス - ラナ・ターナー（荘真由美）
- フランク・チャンバーズ - ジョン・ガーフィールド（佐久田修）
- ニコラス・スミス（ニック） - セシル・ケラウェイ（村松康雄）
- アーサー・キーツ - ヒューム・クローニン（高橋伸也）
- カイル・サケット - レオン・エイムズ（柴田秀勝）
- マッジ・ゴーランド - オードリー・トッター（英語版）
- イズラ・ケネディ - アラン・リード（英語版）
- ブレア - ジェフ・ヨーク（英語版）

## スタッフ
- 監督：テイ・ガーネット
- 製作：ケーリー・ウィルソン
- 脚色：ハリー・ラスキン、ナイヴン・ブッシュ
- 音楽：ジョージ・バスマン、エーリッヒ・ツァイスル
- 撮影監督：シドニー・ワグナー
- 編集：ジョージ・ホワイト
- 美術：セドリック・ギボンズ、ランドール・デュエル
- 装置：エドウィン・B・ウィリス
- 衣裳監修：アイリーン
- 録音：ダグラス・シアラー